# Гольмбах
Гольмбах (нім. Golmbach) — громада в Німеччині, розташована в землі Нижня Саксонія. Входить до складу району Гольцмінден. Складова частина об'єднання громад Беферн.
Площа — 15,86 км2. Населення становить 887 ос. (станом на 31 грудня 2021).